# Digitalna forenzika
Digitalna forenzika je znanost, ki se ukvarja s pridobivanjem, shranjevanjem, obnavljanjem in varovanjem podatkov, ki so elektronsko obdelani in shranjeni na elektronskem omrežju.  Digitalna forenzika je proces identifikacije, ohranitve, analiziranja in predstavitve digitalnih dokazov v postopkih pravnih procesov. Digitalna forenzika je analiza računalniškega trdega diska potem, ko se je neko kaznivo dejanje že zgodilo. 

### POJEM DIGITALNE IN RAČUNALNIŠKE FORENZIKE
Pojem digitalne forenzike je širši kot pojem računalniške forenzike, saj se digitalna forenzika ne nanaša samo na računalnike in računalniška komunikacijska omrežja, ampak vsebuje tudi področje telefonije, pametnih kartic, plačilnih kartic, tiskalnikov in vseh naprav, katere podatke je možno dobiti v digitalni obliki.  Digitalna forenzika se povezuje s pojmom računalniška kriminaliteta. Računalniška kriminaliteto je mogoče opredeliti kot kriminaliteto, ki jo sestavljajo kazniva dejanja, kjer je računalnik orodje oziroma predmet napada. 

### NAČELA DIGITALNE FORENZIKE
Načelo ali principi so postopki dela, katerega se morajo preiskovalci držati in ga tudi upoštevati. Načela so potrebna in obstajajo tudi pri digitalni forenziki.
- REVIZIJSKA SLED: vse aktivnosti glede digitalnih dokazov morajo biti natančno dokumentirane, shranjene in dostopne za pregled tako, da jih lahko ponovi kdorkoli pa bo rezultat vedno enak.

- INTEGRITETA: originalnih podatkov se nikoli ne sme spreminjati, če preiskovalec namerava izvajati forenzično preiskavo podatkov mora narediti kopijo originala.

- ZNANJE PREISKOVALCEV: preiskovalec mora preiskovati samo do ravni svojega znanja, saj lahko pride do napačnih ugotovitev ali celo spremeni, poškoduje in uniči digitalne dokaze.

- SKRBNIŠKA ANALIZA: potrebno je ustrezno varovanje pridobljenih digitalnih dokazov, zato je posameznik, ki ima dostop do digitalnih dokazov odgovoren za njih.

- ZAKONODAJA: pri pridobivanju, zbiranju in shranjevanju dokazov, je potrebno upoštevati splošna forenzična pravila in zakonske določbe za zavarovanje dokazov. [5]

### IZVAJANJE DIGITALNE FORENZIKE
V Sloveniji forenzične preiskave digitalnih medijev in naprav za potrebe kazenskih postopkov izvajajo posamezni oddelki v sklopu policije. Policisti v postopku ne morejo nastopati kot izvedenci, zato ni smiselno, da bi se centralni laboratorij za digitalno forenziko vzpostavil v sklopu policije. 
Digitalna forenzika je metoda, s katero se za potrebe različnih sodnih postopkov (kazenskih in civilnih) razkrivajo digitalni dokazi. Danes so na voljo različna forenzična orodja, ki omogočajo preiskave različnih segmentov računalnikov in drugih digitalnih naprav (mobilnih telefonov, dlančnikov, digitalnih kamer, ipd). Digitalno forenziko zaradi njene mladosti spremlja kup odprtih vprašanj, ki se povezujejo predvsem s forenzičnimi orodji za digitalne preiskave ter s potrebnimi znanji, izobrazbo oziroma  izkušnjami digitalnih forenzikov in tudi uporabnikov rezultatov digitalne forenzične preiskave. 

### POSTOPKI DIGITALNE PREISKAVE
Pri digitalni preiskavi je osrednja točka digitalna naprava, ki je bila vpletena v kriminalno dejanje. Digitalna naprava je bila bodisi uporabljena za izvedbo fizičnega zločina ali pa je izvedla digitalni dogodek, ki je prekršil pravilo ali zakon. Pristop k digitalni preiskavi temelji na procesu preiskave fizičnega zločina, ki zajema digitalno okolje ustvarjeno s programsko ali strojno opremo. Proces preiskovanja ima tri glavne faze: ohranitev sistema, iskanje dokazov in rekonstrukcijo dogodka. V slovenskem pravnem redu so postopki digitalne forenzike razdeljeni na dva ločena dela, in sicer na postopek zavarovanja podatkov elektronske naprave in postopek preiskave elektronske naprave. Postopke digitalne forenzike morajo izvajati ustrezno usposobljeni strokovnjaki, ki pri tem uporabljajo raznoliko strojno in programsko opremo. Za zakonito izvedbo postopkov digitalne forenzike je treba upoštevati ustrezne splošne pravne akte, saj je v nasprotnem primeru postopek nezakonit, pridobljeni dokazi pa posledično neveljavni. Poznamo dva različna načina zajemanja forenzičnih dokazov:
- Analiza t. i. mrtvega sistema (ang, Dead Analysis): je mnogokrat predstavljena kot tradicionalna digitalna forenzika. Vključuje zaseg dokaza, kjer se izognemo raznim zunanjim vplivom, med drugim tudi brisanju dokazov. Pri tem lahko preiskovalec izdela sliko celotnega sistema. Za dobro izdelano sliko so potrebne izkušnje ter primerna programska in strojna oprema.
- Analiza t.i, živega sistema (ang. Live Analysis); preiskovalec najprej pristopi do računalnika in ugotovi njegov status. V primeru, da je računalnik izklopljen začne z izvajanjem analize mrtvega sistema, v nasprotnem nadaljuje z analizo živega sistema. Način analize živega sistema nam omogoča tudi več možnih načinov kopiranja podatkov. Tako se lahko odločimo ali bomo podatke kopirali preko mreže ali lokalno, prav tako se moramo odločiti ali bomo zajeli te podatke na prikrit ali javni način. Nato sledi še priklop primerne naprave in izvedba kopiranja podatkov (Marcella in sodelovci 20032). [8]

### ORODJA DIGITALNE FORENZIKE
Pri izvajanju postopkov digitalne forenzike so izrednega pomena nameščena forenzična programska orodja, ki kih lahko glede na njihovo funkcionalnost delimo v dve osnovni skupini:
- integrirana večnamenska orodja, so namenjena izvajanju različnih forenzičnih opravil v okviru istega okolja (npr. EnCase Forensic, X-Ways Forensics, Forensic Toolkit, ProDiscover Forensics, ILookIX, Autopsy ipd.). Samostojno ozko namenska orodja, so namenjena izvajanju posameznih forenzičnih opravil (npr. Passware Kit Forensic, Internet Evidence Finder, Event Log Explorer, NetAnalysis, E-mail Examiner, Tableau Imager ipd.).
- Forenzična programska orodja lahko naprej delimo na komercialna (plačljiva) in  nekomercialna (brezplačna). Zadnja se uporabljajo za prosta, v določenih primerih so lahko tudi odprto kodna, včasih pa gre za okrnjene različice plačljivih izdelkov. Brezplačna orodja so običajno dosegljiva za različne platforme (Microsoft Windows, Apple OS X, GNU/Linux itd.), med tem, ko so komercialne rešitve običajno dosegljive za okolje Microsoft Windows, redkeje pa tudi za Apple OS X. [9]

### METODOLOGIJA RAČUNALNIŠKEGA PREISKOVANJA SLOVENSKE POLICIJE
- zaznavanje in obveščanje
- potrditev
- priprava in načrtovanje
- zavarovanje fizičnega kraja dogodka
- iskanje in  identificiranje fizičnih dokazov
- zavarovanje digitalnega kraja dogodka
- iskanje in identificiranje digitalnih dokazov
- zaseg predmetov in zavarovanje podatkov
- zapečatenje predmetov in zagotavljanje integritete
- dokumentiranje postopka pridobitve dokazov
- prenos in hranjenje dokazov
- preiskovanje dokazov
- redukcija in analiziranje dokazov
- dokumentiranje postopka preiskave
- prenos pomembnih izkušenj
- predstavitev in pričanja.

```
[
10
]
```

1. ↑  Selinšek, B., Lesjak, I., Belič. (2007). Nekatera pravna in tehnična vprašanja digitalne forenzike. Konferenca informatika in pravo. Maribor: Cepris.
2. ↑  Belič, I. (2007). Tehnični vidiki odprtih vprašanj v zvezi z dokazovanjem s postopki digitalne forenzike. Problemi dokazovanja v zahtevnih kazenskih postopkih. Maribor: Pravna fakulteta in Fakulteta za varnostne vede.
3. ↑  Moravec, K. (2008). Pravni vidiki računalniške forenzike. Maribor: Pravna fakulteta.
4. ↑  Selinšek, L. (2007). Odprta pravna vprašanja v zvezi z dokazovanjem s postopki digitalne forenzike. Problemi dokazovanja v zahtevnih kazenskih postopkih. Maribor: Pravna fakulteta in Fakulteta za varnostne vede.
5. ↑  Šavnik, J. (2010). Forenzika mobilnih telefonov in vloga sodnega izvedenca za računalniško forenziko v kazenskih postopkih. Kriminaliteta in tehnologija: Kako računalniki spreminjajo nadzor in zasebnost ter kriminaliteto in kazenskih pregon? Inštitut za kriminologijo pri Pravni fakulteti v Ljubljana.
6. ↑  Selinšek, L. (2008). Digitalna forenzika v kazenskih postopkih. Ljubljana: GV Založba.
7. ↑  Selinšek, L. (2009).  Ekonomska upravičenost uporabe metod digitalne forenzike. Lexonomica- Revija za pravo in ekonomijo, št. 1, letnik, Pravna fakulteta Univerze v Mariboru in Inštitut za ekonomsko analizo prava na Pravni fakulteti Univerze v Mariboru, Maribor.
8. ↑  Marcella, A.J., in Greenfield, R.S. (2002). Cyber Forensics- Afield Manual for Collecting Examining and Preserving Evidence of Computer Crimes. Florida, Boca Raton
9. ↑  Mencin, R. (2010). Rekonstrukcija podatkov v računalniški forenziki. Ljubljana: Fakulteta za varnostne vede.
10. ↑  Kastelic, T., Škraba, M. (2012). Digitalni dokazi – metode in izkušnje policije in V A. Dvoršak in D. Frangež (ur.), Digitalni dokazi: kazensko pravni, kriminalistični in informacijsko-varnostni vidiki. (str. 29 – 44). Ljubljana: Univerza v Mariboru, Fakulteta za varnostne vede.